# Mindon Min
Mindon Min (1808-1878) was de voorlaatste koning van het Derde Birmaanse koninkrijk van 18 februari 1853 tot 1 oktober 1878.

## Levensloop
Mindon Min was een zoon van koning Tharrawaddy Min. Hij volgde zijn halfbroer Pagan Min op, toen die verwikkeld was geraakt in het door de Britten uitgelokte Tweede Brits-Birmese oorlog (1852-1853).
Samen met zijn jongere broer Kanaung Mintha moderniseerde hij zijn land, door onder andere bekwame lieden naar het Westen te sturen. Hij maakte de administratie, het juridisch en financieel systeem eenvoudiger. Ook het leger en de politiediensten werden hervormd.
In 1857 stichtte hij zijn nieuwe hoofdstad Mandalay, in 1868 creëerde hij de 729 Tripiṭaka tabletten in de Kuthodaw Pagode, hij bracht het Vijfde Boeddhistisch concilie samen in 1871 en schonk daarbij de hti met diamanten, aan de Schwedagonpagode. In 1853 werd de eerste Myanmarese kyat, zilveren munt, geslagen.  
In 1866 werd zijn broer Kanaung vermoord en ontsnapte Mindon ternauwernood aan een aanslag. Hij trok zich meer een meer terug. Een van zijn koninginnen, Hsinbyumashin, nam het heft in handen en liet zowat de gehele koninklijke familie vermoorden. Toen Mindon op 1 oktober 1878 stierf werd hij opgevolgd door zijn zoon Thibaw Min, die getrouwd was met een dochter van Hsinbyumashin.